# Désiré Pâque
Marie Joseph Léon Désiré Pâque (Luik, 21 mei 1867 –  Bessancourt, 20 november 1939) was een Belgisch componist en muziekpedagoog, die een groot deel van zijn leven in en om Parijs doorbracht.
Hij was zoon van schrijnwerker Salmon Paque en Cornélie Eland. Hijzelf was getrouwd met Jeanne Marie Elisabeth Pirotte en na haar overlijden met Amélie Charlotte Pauline Robert.
Hij kreeg van 1882 tot 1889 zijn muziekopleiding aan het Luiks Conservatorium. Zijn docenten waren Sylvain Dupuis (compositieleer), Etienne Ledent (piano) en Jean-Théodore Radoux (harmonieleer). Aansluitend gaf hij les in notenleer aan genoemd instituut (1889-1907). In dat laatste jaar kreeg hij het verzoek om een conservatorium op te richten in Sofia; na twee jaar zag hij dat hij erin faalde. Na een korte periode in Brussel, trok hij naar Athene en was er van 1900 tot 1903 docent compositie en directie aan het plaatselijk conservatorium. Daarna had hij een zelfde functie aan het conservatorium in Lissabon, maar dan voor orgel en directie (kapelmeester). Aansluitend trok hij als dirigent door Europa waarbij hij onder andere in Rostock zijn muziek voor Friedrich Schiller’s Die Jungfrau von Orleans ten gehore bracht. In 1914 vond hij zijn definitieve plek in en rond Parijs. Het vestigde zich in Bessancourt, alwaar hij overleed.
Als componist ging Pâque zijn eigen weg in een stijl die hijzelf duidde met "l'adjonction constante d'éléments musicaux nouveaux" (constante toevoeging van nieuwe muzikale elementen). H. Heughebaert constateerde voor de muziekgids van Robijns/Zijlstra invloeden van romantische Russische muziek en invloeden van César Franck, in die tijden een vernieuwingsdrang. Door chromatiek en tonaliteit kwam hij als vanzelf binnen de dodecafonie terecht, maar dan toch vooral melodieus. Twee werken uit zijn oeuvre van 144 werken verkregen een muziekprijs.
Van hem zijn bekend:
- opus 2: Vijf stukken voor piano (1887)
- opus 4: Pianoconcert nr. 1 (1888)
- opus 23: Strijkkwartet nr. 1 (1892), prijs van de Koninklijke Academie voor Schone Kunsten)
- opus 27: Suite nr 4 (uitgegeven bij Breitkopf & Härtel)
- opus 28: Celloconcert (1893)
- opus 33; Symfonie nr. 1 (1895)
- opus 41: Requiem voor solisten, koor, orkest en orgel (1912)
- opus 46: Pianotrio nr. 1 (1903), prijs Pro-Musica in Parijs
- opus 47: Vaïma (opera, 1903)
- opus 49: Suite  de deux pieces (Romance, Allegro scherzando, altviool en piano), opgedragen aan Charles Smulders)
- opus 52; Symfonie nr. 2 (1905)
- opus 65: Die Jungfrau von Orleans (toneelmuziek, 1909)
- opus 67: Orgelsymfonie
- opus 68-70: Drie pianosonates
- opus 76; Symfonie nr. 3 (1912)
- opus 77: Six petites préludes
- opus 79: Piece pour orgue
- opus 80: Allegretto
- opus 86; Symfonie nr. 4 (1917)
- opus 95; Symfonie nr. 5 (1919)
- opus 106: Tien atonale stukken voor de jeugd (1925)
- opus 109; Symfonie nr. 6 (1927)
- opus 114: Missa brevis (vierstemmig, 1929)
- opus 119: Chromatische mis (1932)
- opus 125; Symfonie nr. 7 (1934)
- opus 127: Pianoconcert nr. 2 (1935)
- opus 129; Symfonie nr. 8 (1936)
- opus 143: Missa brevis (vierstemmig met orgel, 1938)
- acht andere strijkkwartetten
- drie pianokwintetten
- twaalf bundels onder de titel Lyrische ontboezemingen
- 2 sextetten
- suite voor fluit, hobo, klarinet en pinao
- vijf suites voor viool en piano
- Drie andere suites voor altviool
- ouvertures